# Zafarmurod Abdurahmatov
Zafarmurod Abdurahmatov (uzb. Абдираҳматов Зафармурод; ur. 28 kwietnia 2003 w Qamashi) – uzbecki piłkarz, występujący na pozycji obrońcy w uzbeckim klubie Nasaf Karszy oraz w reprezentacji Uzbekistanu. Uczestnik Pucharu Azji 2023 oraz Mistrzostw Świata U-20 2023.

## Statystyki

### Klubowe
Na podstawie:
| Klub         | Sezonów | Liga            | Liga  | Liga   | Puchar krajowy | Puchar krajowy | Kontynentalne | Kontynentalne | Suma  | Suma   |
| Klub         | Sezonów | Liga            | Mecze | Bramki | Mecze          | Bramki         | Mecze         | Bramki        | Mecze | Bramki |
| ------------ | ------- | --------------- | ----- | ------ | -------------- | -------------- | ------------- | ------------- | ----- | ------ |
| Nasaf Karszy | 3       | Oʻzbekiston PFL | 24    | 1      | 8              | 0              | 6             | 2             | 38    | 3      |
|              | Łącznie | Łącznie         | 24    | 1      | 8              | 0              | 6             | 2             | 38    | 3      |

### Reprezentacyjne
Na podstawie:
| Mecze i gole w reprezentacji podczas Pucharu Azji 2023 | Mecze i gole w reprezentacji podczas Pucharu Azji 2023 | Mecze i gole w reprezentacji podczas Pucharu Azji 2023 | Mecze i gole w reprezentacji podczas Pucharu Azji 2023 | Mecze i gole w reprezentacji podczas Pucharu Azji 2023 | Mecze i gole w reprezentacji podczas Pucharu Azji 2023 | Mecze i gole w reprezentacji podczas Pucharu Azji 2023 | Mecze i gole w reprezentacji podczas Pucharu Azji 2023 |
| Lp.                                                    | Data                                                   | Miasto                                                 | Przeciwnik                                             | Wynik                                                  | Gole                                                   | Inne                                                   | Faza rozgrywek                                         |
| ------------------------------------------------------ | ------------------------------------------------------ | ------------------------------------------------------ | ------------------------------------------------------ | ------------------------------------------------------ | ------------------------------------------------------ | ------------------------------------------------------ | ------------------------------------------------------ |
| 1.                                                     | 18.01.2024                                             | Ar-Rajjan                                              | Indie                                                  | 3:0 (3:0)                                              |                                                        |                                                        | Faza grupowa                                           |
| 2.                                                     | 23.01.2024                                             | Al-Wakra                                               | Australia                                              | 1:1 (0:1)                                              |                                                        |                                                        | Faza grupowa                                           |
| 3.                                                     | 30.01.2024                                             | Al-Wakra                                               | Tajlandia                                              | 2:1 (1:0)                                              |                                                        |                                                        | 1/8 finału                                             |
| 4.                                                     | 03.02.2024                                             | Doha                                                   | Katar                                                  | 1:1 (k.2:3)                                            |                                                        |                                                        | Ćwierćfinał                                            |

## Sukcesy
Na podstawie:

### Klubowe
Z Nasaf Karszy:
- Puchar Uzbekistanu 2022, 2023
- Superpuchar Uzbekistanu 2023

### Reprezentacyjne
- Mistrz Azji U-20 2023